# 愛の中へ (渡辺徹の曲)
「愛の中へ」（あいのなかへ）は、1982年12月10日にEPIC・ソニーから発売された渡辺徹の3枚目のシングル。

## 解説
2ndアルバム『TALKING』からの先行発売シングル。
作詞は前作「約束」と同じく大津あきら、作曲は渡辺のシングル曲では初となる木森敏之が手掛けている。
前作に続き本楽曲も、江崎グリコ『グリコアーモンドチョコレート』のCMソングに使用された。

## 収録曲
- 両楽曲共に、作詞：大津あきら／作曲・編曲：木森敏之

1. 愛の中へ（4分00秒）
2. Season（4分03秒）

## タイアップ
- 愛の中へ - 江崎グリコ「グリコアーモンドチョコレート」CMソング。